# Convenzione per la capitolazione di Palermo
Il 6 giugno il generale Letizia ed il colonnello Buonopane, di ritorno da Napoli, riferiscono al generale Lanza che il re aveva approvato il prolungamento della tregua ed a stipulare una convenzione con Garibaldi per il ritiro delle truppe regie da Palermo, a condizione che le truppe potessero spostarsi liberamente e imbarcarsi, portando con sé tutto il materiale da guerra, come pure dal forte di Castellammare. Quindi i due ufficiali si sono recati da Garibaldi per stipulare la convenzione che segue: 
Per vedute ragioni umanitarie la tregua è prorogata fino al compimento delle seguenti operazioni: 

Art. 1. Saranno imbarcati gli ammalati esistenti nei due ospedali o in altri depositi, con la maggiore celerità.

Art. 2. Sarà lasciato libero l’imbarco o il movimento per terra a tutto il corpo d’esercito esistente a Palermo, con equipaggi, materiali, artiglieria, cavalli, bagagli, famiglie, e quant’altro possa appartenergli secondo che S.E. il generale Lanza stimerà, compreso il materiale che è nel forte di Castellammare.

Art. 3. Qualora sarà preferito l’imbarco, quello di tutta la truppa sarà preceduto dall’altro del materiali di guerra, ed equipaggi, nonché di una parte degli animali.

Art. 4. L’imbarco di tutta la truppa e materiale da guerra sarà al molo, trasferendo tutto ai Quattroventi.

Art. 5. Il forte Castelluccio al molo, e la batteria Lanterna nonché le adiacenze saranno evacuate dal generale Garibaldi senza fuoco.

Art. 6. Il generale Garibaldi consegnerà tutti gli ammalati e feriti che trovansi in suo potere.

Art. 7. Saranno scambiati per totalità e non per numero tutti i prigionieri e dispersi, dall’una e dall’altra parte.

Art. 8. La consegna dei sette nobili detenuti politici in Castellammare sarà fatta quando tutte le operazioni di spedizione e di imbarco saranno ultimate con l’uscita della guarnigione dal forte Castellammare. Essi detenuti saranno consegnati al molo ove saranno condotti alla stessa guarnigione. 

Fermati i suddetti patti vi si aggiunge per articolo addizionale che la spedizione di cui si tratta avrà luogo per via di mare al molo di Palermo.

Firmati:  

Il colonnello CAMILLO BUONOPANE, sottocapo di Stato Maggiore dell’Esercito.  

Il generale GIUSEPPE LETIZIA, marchese di Mompellieri.  

Il generale GIUSEPPE GARIBALDI. 

Il colonnello dello Stato Maggiore VINCENZO POLIZZY.